# 王衍 (南北朝)
王衍（485年—536年），字文舒，琅邪郡临沂县人（今山东省临沂市）人，南齐给事黄门侍郎、东宫中庶子王融之子，北魏官员。

## 生平
南齐永明十一年（493年），齐武帝萧赜派人抓捕王衍的祖父王奂，王奂被斩杀，王衍的父亲王融、叔叔王琛在建康被弃市。王衍在魏宣武帝元恪初年随着叔叔王秉、哥哥王诵和堂弟王翊从南齐投奔北魏。王衍的名声品行和技能亚于哥哥王诵，以著作佐郎为起家官，历任尚书郎、员外常侍、司空谘议、光禄大夫、廷尉、扬州大中正、度支尚书，转任七兵尚书，升任太常卿，外任散骑常侍、征东将军、西兖州刺史。王衍的西兖州刺史任期还没做多久，遇到尔朱仲远领兵向洛阳进发，永安三年十一月丁丑（530年12月10日），尔朱仲远攻克西兖州，王衍被尔朱仲远俘虏。王衍因为名望没有被害，尔朱仲远命令王衍骑牛跟随军队，很久之后王衍才获得释放。王衍回到洛阳后，出任车骑将军、左光禄大夫。魏孝静帝元善见初年，王衍转任侍中，车骑将军如故。天平三年（536年），王衍去世，虚岁五十二。魏孝静帝敕令给予最高等级的东园秘器、助丧丝织品三百段，赠予使持节、都督青州徐州兖州三州诸军事、骠骑大将军、尚书令、司徒公、徐州刺史，谥号文献。王衍对待老朋友非常深厚，有老友竺虩在西兖州被尔朱仲远杀害，他的妻子儿女饥寒交迫，王衍把竺虩的妻子儿女带回自己家安置，年年都给与救济，世人称赞王衍的诚朴宽厚。

## 其他
王衍与卢怀仁感情好彼此投合。卢怀仁曾经对王衍说：“昔日陈寔德行很高，许劭知道却不去拜访；嵇康本性刚正，锺会来拜访也不和锺会说话。我处于陈寔和嵇康之间的水平，去除了他们身上太绝对的个性。”王衍认同卢怀仁这番话。

## 家庭

### 兄弟
- 王诵，北魏镇军将军、金紫光禄大夫、给事黄门侍郎